# Lijst van voetbalinterlands Ierland - Kroatië
Deze lijst van voetbalinterlands is een overzicht van alle officiële voetbalwedstrijden tussen de nationale teams van Ierland en Kroatië. De landen hebben tot op heden zeven keer tegen elkaar gespeeld. De eerste ontmoeting, een vriendschappelijke wedstrijd, werd gespeeld in Dublin op 2 juni 1996. De laatste confrontatie, een groepswedstrijd tijdens het Europees kampioenschap voetbal 2012, vond plaats op 10 juni 2012 in Poznań (Polen).

## Wedstrijden
| № | Plaats | Datum            | Competitie           | Wedstrijd         | Uitslag |
| - | ------ | ---------------- | -------------------- | ----------------- | ------- |
| 1 | Dublin | 2 juni 1996      | Vriendschappelijk    | Ierland – Kroatië | 2 – 2   |
| 2 | Dublin | 5 september 1998 | EK 2000 kwalificatie | Ierland – Kroatië | 2 – 0   |
| 3 | Zagreb | 4 september 1999 | EK 2000 kwalificatie | Kroatië – Ierland | 1 – 0   |
| 4 | Dublin | 15 augustus 2001 | Vriendschappelijk    | Ierland – Kroatië | 2 – 2   |
| 5 | Dublin | 16 november 2004 | Vriendschappelijk    | Ierland – Kroatië | 1 – 0   |
| 6 | Dublin | 10 augustus 2011 | Vriendschappelijk    | Ierland – Kroatië | 0 – 0   |
| 7 | Poznań | 10 juni 2012     | EK 2012              | Ierland – Kroatië | 1 – 3   |

## Samenvatting
| Competitie        | Totaal gespeeld | Winst Ierland | Gelijk | Winst Kroatië | Doelsaldo Ierland – Kroatië |
| ----------------- | --------------- | ------------- | ------ | ------------- | --------------------------- |
| EK-eindronde      | 1               | 0             | 0      | 1             | 1 − 3                       |
| EK-kwalificatie   | 2               | 1             | 0      | 1             | 2 − 1                       |
| Vriendschappelijk | 4               | 1             | 3      | 0             | 5 − 4                       |
| Totaal            | 7               | 2             | 3      | 2             | 8 − 8                       |

## Details

### Eerste ontmoeting
| Vriendschappelijk (Dublin, Ierland, 2 juni 1996): |              | |
| Ierland | 2 – 2        | Kroatië |
| Keith O'Neill 24' Niall Quinn 90' | goals        | 14' Davor Šuker 45' Zvonimir Boban |
| Mick McCarthy | bondscoach   | Miroslav Blažević |
| Shay Given Kenny Cunningham 61' Jeff Kenna 66' Liam Daish Alan McLoughlin 72' Keith O'Neill 46' Liam O'Brien Terry Phelan 46' Niall Quinn Mark Kennedy Gary Breen 76' | opstellingen | 46' Marijan Mrmić Robert Jarni Igor Štimac Slaven Bilić Nikola Jerkan 78' Mario Stanić Aljoša Asanović Zvonimir Boban 71' Goran Vlaović Alen Bokšić Davor Šuker |
| Alan Moore 46' Ian Harte 46' Curtis Fleming 61' Alan Kernaghan 66' Dave Savage 72' Tony Cascarino 76'                                                                 | wissels      | 46' Dražen Ladić 71' Nikola Jurčević 78' Zvonimir Soldo |
| Liam O'Brien 78' | gele kaarten | |

### Tweede ontmoeting
| EK 2000 kwalificatie (Dublin, Ierland, 5 september 1998): |       |         |
| Ierland                                                   | 2 – 0 | Kroatië |
| Denis Irwin 4' Roy Keane 14'                              | goals |         |

### Derde ontmoeting
| EK 2000 kwalificatie (Zagreb, Kroatië, 4 september 1999): |       |         |
| Kroatië                                                   | 1 – 0 | Ierland |
| Davor Šuker 90'                                           | goals |         |

### Vierde ontmoeting
| Vriendschappelijk (Dublin, Ierland, 15 augustus 2001): |       |                                    |
| Ierland                                                | 2 – 2 | Kroatië                            |
| Damien Duff 21' Clinton Morrison 78'                   | goals | 80' Davor Vugrinec 90' Davor Šuker |

### Vijfde ontmoeting
| Vriendschappelijk (Dublin, Ierland, 16 november 2004): |       |         |
| Ierland                                                | 1 – 0 | Kroatië |
| Robbie Keane 24'                                       | goals |         |

### Zesde ontmoeting
| Vriendschappelijk (Dublin, Ierland, 10 augustus 2011): |              | |
| Ierland | 0 – 0        | Kroatië |
| | goals        | |
| Giovanni Trapattoni | bondscoach   | Slaven Bilić |
| Shay Given 64' Richard Dunne Stephen Ward Sean St Ledger Stephen Kelly Stephen Hunt 64' Glenn Whelan 74' Darron Gibson Shane Long 83' Robbie Keane Damien Duff 83' | opstellingen | Stipe Pletikosa 73' Vedran Ćorluka Dejan Lovren Josip Šimunić Ivan Strinić Darijo Srna 87' Ognjen Vukojević Luka Modrić 65' Niko Kranjčar 46' Eduardo da Silva 74' Mario Mandžukić |
| Keiren Westwood 64' Andy Keogh 64' Darren O'Dea 74' Simon Cox 83' Keith Treacy 83'                                                                                 | wissels      | 46' Ivica Olić 65' Ivo Iličević 73' Šime Vrsaljko 74' Nikola Kalinić 87' Tomislav Dujmović                                                                                         |
| Darron Gibson 55' | gele kaarten | 52' Ognjen Vukojević |

### Zevende ontmoeting
| Groepswedstrijd EK 2012 (Poznań, Polen, 10 juni 2012): |              | |
| Ierland | 1 – 3        | Kroatië |
| Sean St Ledger 19' | goals        | 3' Mario Mandžukić 43' Nikica Jelavić 48' Mario Mandžukić |
| Giovanni Trapattoni | bondscoach   | Slaven Bilić |
| Shay Given Stephen Ward Sean St Ledger Richard Dunne ( 75') John O'Shea Damien Duff Keith Andrews Glenn Whelan Aiden McGeady 54' Kevin Doyle 54' Robbie Keane 75' | opstellingen | Stipe Pletikosa Ivan Strinić Gordon Schildenfeld Vedran Ćorluka Darijo Srna 89' Ivan Perišić Luka Modrić Ognjen Vukojević 90+2' Ivan Rakitić Mario Mandžukić 72' Nikica Jelavić |
| Jonathan Walters 54' Simon Cox 54' Shane Long 75' | wissels      | 72' Niko Kranjčar 89' Eduardo 90+2' Tomislav Dujmović |
| Keith Andrews 45+1' | gele kaarten | 53' Luka Modrić 84' Niko Kranjčar |

FAI · A-internationals · Bondscoaches · Statistieken · Iers vrouwenelftal · Olympisch elftal · Ierland U21 · Ierland U20 · Ierland U19 · Ierland U18 · Ierland U17 · Ierland U16 · Vrouwen U17
1924 – 1929 ·
1930 – 1939 ·
1940 – 1949 ·
1950 – 1959 ·
1960 – 1969 ·
1970 – 1979 ·
1980 – 1989 ·
1990 – 1999 ·
2000 – 2009 ·
2010 – 2019 ·
2020 − 2029
EK 1988 · 
EK 2012 · 
EK 2016
WK 1990 · 
WK 1994 · 
WK 2002
1924 · 
1925 · 
1926 · 
1927 · 
1928 · 
1929 · 
1930 · 
1931 · 
1932 · 
1933 · 
1934 · 
1935 · 
1936 · 
1937 · 
1938 · 
1939 · 
1940 · 1941 · 1942 · 1943 · 1944 · 1945 · 
1946 · 
1947 · 
1948 · 
1949 · 
1950 · 
1951 · 
1952 · 
1953 · 
1954 · 
1955 · 
1956 · 
1957 · 
1958 · 
1959 · 
1960 · 
1961 · 
1962 · 
1963 · 
1964 · 
1965 · 
1966 · 
1967 · 
1968 · 
1969 · 
1970 · 
1971 · 
1972 · 
1973 · 
1974 · 
1975 · 
1976 · 
1977 · 
1978 · 
1979 · 
1980 · 
1981 · 
1982 · 
1983 · 
1984 · 
1985 · 
1986 · 
1987 · 
1988 · 
1989 · 
1990 · 
1991 · 
1992 · 
1993 · 
1994 · 
1995 · 
1996 · 
1997 · 
1998 · 
1999 · 
2000 · 
2001 · 
2002 · 
2003 · 
2004 · 
2005 · 
2006 · 
2007 · 
2008 · 
2009 · 
2010 · 
2011 · 
2012 · 
2013 · 
2014 · 
2015 ·
2016 ·
2017 ·
2018 ·
2019 ·
2020 ·
2021
Albanië ·
Algerije ·
Andorra ·
Argentinië ·
Armenië ·
Australië ·
Azerbeidzjan ·
België ·
Bolivia ·
Bosnië en Herzegovina ·
Brazilië ·
Bulgarije ·
Canada ·
Chili ·
China ·
Colombia ·
Costa Rica ·
Cyprus ·
Denemarken ·
Duitsland ·
Ecuador ·
Egypte ·
Engeland ·
Estland ·
Faeröer ·
Finland ·
Frankrijk ·
Georgië ·
Gibraltar ·
Griekenland ·
Hongarije ·
IJsland ·
Iran ·
Israël ·
Italië ·
Jamaica ·
Joegoslavië ·
Kameroen ·
Kazachstan ·
Kroatië ·
Letland ·
Liechtenstein ·
Litouwen ·
Luxemburg ·
Malta ·
Marokko ·
Mexico ·
Moldavië ·
Montenegro ·
Nederland ·
Nieuw-Zeeland ·
Nigeria ·
Noord-Ierland ·
Noord-Macedonië ·
Noorwegen ·
Oekraïne ·
Oman ·
Oostenrijk ·
Paraguay ·
Polen ·
Portugal ·
Qatar ·
Roemenië ·
Rusland ·
San Marino ·
Saoedi-Arabië ·
Schotland ·
Servië ·
Slowakije ·
Sovjet-Unie ·
Spanje ·
Trinidad en Tobago ·
Tsjechië ·
Tsjecho-Slowakije ·
Tunesië ·
Turkije ·
Uruguay ·
Verenigde Staten ·
Wales ·
Wit-Rusland ·
Zuid-Afrika ·
Zweden ·
Zwitserland
België (2016) · 
Italië (2012) · 
Kroatië (2012) · 
Spanje (2012) · 
Zweden (2016)
HNS · A-internationals · Selecties · Bondscoaches · Statistieken · Kroatisch vrouwenelftal · Olympisch elftal · Kroatië U21 · Kroatië U20 · Kroatië U19 · Kroatië U18 · Kroatië U17 · Kroatië U16
1940 – 1956 ·
1990 – 1999 ·
2000 – 2009 ·
2010 – 2019 ·
2020 − 2029
EK's: 1996 · 
2000 · 
2004 · 
2008 · 
2012 · 
2016 · 
2020 · 
2024
WK's: 1998 · 
2002 · 
2006 · 
2010 · 
2014 · 
2018 · 
2022
1940 · 
1941 · 
1942 · 
1943 · 
1944 · 
1945–1955 · 
1956 · 
1957–1989 · 
1990 · 
1991 · 
1992 · 
1993 · 
1994 · 
1995 · 
1996 · 
1997 · 
1998 · 
1999 · 
2000 · 
2001 · 
2002 · 
2003 · 
2004 · 
2005 · 
2006 · 
2007 · 
2008 · 
2009 · 
2010 · 
2011 · 
2012 · 
2013 ·  
2014 · 
2015 · 
2016 · 
2017 · 
2018 ·
2019 ·
2020 ·
2021 ·
2022 ·
2023
Albanië ·
Andorra ·
Argentinië ·
Armenië ·
Australië ·
Azerbeidzjan · 
België ·
Bosnië en Herzegovina ·
Brazilië ·
Bulgarije ·
Canada ·
Chili ·
China ·
Cyprus ·
Denemarken ·
Duitsland ·
Ecuador ·
Egypte ·
Engeland ·
Estland ·
Finland ·
Frankrijk ·
Georgië ·
Gibraltar ·
Griekenland ·
Hongarije ·
Hongkong ·
Ierland ·
IJsland ·
Indonesië ·
Iran ·
Israël ·
Italië ·
Jamaica ·
Japan ·
Joegoslavië ·
Jordanië ·
Kameroen · 
Kazachstan ·
Kosovo ·
Letland ·
Litouwen ·
Liechtenstein ·
Mali ·
Malta ·
Marokko · 
Mexico ·
Moldavië ·
Nederland ·
Nigeria ·
Noord-Ierland ·
Noord-Macedonië ·
Noorwegen ·
Oekraïne ·
Oostenrijk ·
Peru ·
Polen ·
Portugal ·
Qatar ·
Roemenië ·
Rusland ·
San Marino ·
Saoedi-Arabië ·
Schotland ·
Senegal · 
Servië · 
Slovenië ·
Slowakije ·
Spanje ·
Tsjechië ·
Tunesië ·
Turkije ·
Wales ·
Wit-Rusland ·
Zuid-Korea ·
Zweden ·
Zwitserland
Argentinië (2018) ·
Argentinië (2022) ·
Australië (2006) ·
België (2022) ·
Brazilië (2006) ·
Brazilië (2014) ·
Brazilië (2022) ·
Denemarken (2018) ·
Duitsland (2008) ·
Engeland (2018) ·
Engeland (2021) ·
Frankrijk (2018) ·
Ierland (2012) ·
IJsland (2018) ·
Italië (2012) ·
Japan (2006) ·
Kameroen (2014) ·
Marokko (2022, 1) ·
Marokko (2022, 2) ·
Mexico (2014) ·
Nigeria (2018) ·
Oostenrijk (2008) ·
Polen (2008) ·
Rusland (2018) ·
Schotland (2021) ·
Spanje (2012) ·
Spanje (2021) ·
Tsjechië (2016) ·
Tsjechië (2021) ·
Turkije (2008) ·
Turkije (2016)